# Пяски (гміна Конопниця)
Пя́ски (пол. Piaski) — село в Польщі, у гміні Конопниця Велюнського повіту Лодзинського воєводства.
Населення — 104 особи (2011).
У 1975—1998 роках село належало до Серадзького воєводства.

## Демографія
Демографічна структура станом на 31 березня 2011 року:
|          | Загалом | Допрацездатний вік | Працездатний вік | Постпрацездатний вік |
| -------- | ------- | ------------------ | ---------------- | -------------------- |
| Чоловіки | 59      | 11                 | 39               | 9                    |
| Жінки    | 45      | 5                  | 27               | 13                   |
| Разом    | 104     | 16                 | 66               | 22                   |